# Фридрих Кристиан Делиус
Фридрих Кристиан Делиус (на немски: Friedrich Christian Delius) е германски поет и белетрист.

## Биография
Фридрих Кристиан Делиус е роден в Рим, но израства в Хесен.
Делиус следва литературознание в Берлинския свободен университет и става член на литературното сдружение „Група 47“. Делиус взема участие в студентското движение от 1968 г. и получава научната степен доктор на философските науки (1970).
Работи като издателски редактор, живее известно време в Нимвеген, Холандия и в Билефелд, а след 1984 г. в Берлин.

## Творчество
Фридрих Кристиан Делиус започва литературния си път с общественокритична лирика – стихосбирката „Рабош“ (1965) – и документални, остро сатирични текстове. След 1970-те години пише главно романи, в които разглежда теми от историята на Федерална република Германия. Известност му донасят романите „Банкер по време на бягство“ (1975), „Герой на вътрешната сигурност“ (1981), „Аденауерплац“ (1984) и най-вече „Заложници в Могадишу“ (1987). Следват „Крушите на Рибек“ (1991), „Възнесението на един държавен враг“ (1992), „Неделята, в която станах световен шампион“ (1994), „Домът на Америка и танцът около жените“ (1997), новелата „Трепкащият език“ (1999), романите „Създателят на крале“ (2001), „Моята година като убиец“ (2004), новелата „Портрет на майка ми като млада жена“ (2006) и романът „Жената, за която изобретих компютъра“ (2009).
За своя 70-годишен юбилей Делиус публикува биографичните си скици „Когато книгите все още помагаха“ (2012)

## Награди и отличия
- 1967: Preis Junge Generation zum Kunstpreis Berlin
- 1971: Villa-Massimo-Stipendium
- 1989: „Награда Герит Енгелке“
- 1996: Aufenthaltsstipendium Schloss Wiepersdorf
- 1997: Mainzer Stadtschreiber
- 2001: Daimler-Chrysler-Stipendium der Casa di Goethe
- 2002: Samuel-Bogumil-Linde-Preis
- 2004: „Награда Валтер Хазенклевер“
- 2004: „Награда Фонтане на град Нойрупин“
- 2004: Brüder-Grimm-Professur
- 2007: „Награда Шубарт“
- 2007: „Награда на немската критика“
- 2007: „Награда Йозеф Брайтбах“
- 2008/2009: Stadtschreiber von Bergen
- 2009: „Евангелистка награда за книга“ für Bildnis der Mutter als junge Frau
- 2011: „Награда Георг Бюхнер“
- 2012: „Награда Герти Шпис“
- 2014: Silberner Haunetaler der Stadt Wehrda
- 2017: Федерален орден за заслуги първа степен